# Ophiomoeris tenera
Ophiomoeris tenera är en ormstjärneart som först beskrevs av Jean Baptiste François René Koehler 1897.  Ophiomoeris tenera ingår i släktet Ophiomoeris och familjen Hemieuryalidae. Inga underarter finns listade i Catalogue of Life.